# Константин (консул 457 г.)
Вижте пояснителната страница за други личности с името Константин.
Флавий Константин (на латински: Flavius Constantinus; * Лаодикея на Ликус във Фригия; fl. 447 – 464) е политик на Източната Римска империя през 5 век.
Константин е през 447 и 456 г. преториански префект на Изтока. През 457 г. е консул заедно с Флавий Руф (на Изток). Номиниран е за patricius през 457 г. и през 459 г. e отново преториански префект.